# Асланов, Эльдар Алиярович
Эльдар Алиярович Асланов (родился 23 февраля 1950) — советский регбист, советский и российский регбийный тренер, заслуженный тренер России и заслуженный тренер Узбекистана. Известен по работе с клубом «Звезда», представлявшим Ташкент и Калининград в разные годы.

## Биография
Как игрок выступал с 1970 по 1976 годы за клуб «Нефтчи».
В 1986 году Асланов стал старшим тренером ташкентского клуба «Звезда», выступавшего в том году в Первой лиге. Клуб занял 3-е место в группе Б (Темиртау) и 18-е место, недосчитавшись 2 очков за неявку на матч против новокузнецкого клуба «СМИ». В 1987 году вместе со «Звездой» вышел в Высшую лигу СССР, заняв 2-е место в Первой лиге и 2-е место в переходном турнире (первым финишировал ленинградский «Приморец», а выигравший Первую лигу харьковский ХТЗ стал третьим и не попал в Высшую лигу).
В 1988 году с командой Асланов одержал три победы на первом этапе Высшей лиги СССР, обыграв ленинградский «Электронмаш» (бывший «Приморец»), тираспольский «Электромаш» и «Фили»: остальные 19 матчей «Звезда» проиграла, заняв 11-е место из 12 команд. На втором этапе «Звезда» заняла 10-е место, сохранив прописку в Высшей лиге. В 1989 году в Высшей лиге «Звезда» выиграла 5 матчей, сведя один вничью и проиграв остальные 16, но заняла снова 11-е место из 12 команд; в турнире на втором этапе заняла 9-е место, оставшись в Высшей лиге.
В 1990 году в первенстве СССР, проходившем впервые с участием 16 команд, «Звезда» заняла 10-е место, а в 1991 году на фоне отказа ряда команд от участия в чемпионате СССР, что было связано с распадом страны, заняла рекордное для себя 4-е место. В 1992 году Асланов руководил командой в одном матче первого в истории чемпионата России — в игре против «Красного Яра». Согласно некоторым данным, тот матч даже не был доигран: в протоколе утверждалось, что «из-за хулиганских действий тренера гостей Эльдара Асланова» матч был прерван за 20 минут до окончания. В том же 1992 году «Звезда» под руководством Асланова играла в открытом чемпионате Центрально-Азиатского союза регби, заняв 2-е место.
В 1993 году Асланов руководил командой в Открытом чемпионате России по регби-7, заняв 2-е место среди 12 команд, а дублёры «Звезды» стали шестыми. В 1994 году клуб перебрался в Калининград из-за нехватки финансирования и получил наименование «Вест-Звезда» по имени спонсора (фирма «Вест»), став представлять Балтийский флот. С ней Асланов выиграл Кубок России 1994 года и завоевал бронзовые медали чемпионата страны, обыграв команду ВВА со счётом 22:21. В 1995 году он завоевал серебряные медали чемпионата России, однако вынужден был сняться с полуфинала Кубка России.
В 1996 году «Звезда» сыграла под руководством Асланова всего 6 матчей, снявшись с турнира 18 июля из-за нехватки финансирования. В 1997 году «Вест-Звезда» заняла 6-е место из 15 команд, не попав в решающий медальный раунд с участием 5 команд. В 1998 году клуб «Звезда-Балтика» снялся перед началом чемпионата России и прекратил существование.
В дальнейшем Асланов руководил калининградским клубом «Атланты»: часть его воспитанников в 2006 году перешла в ряды московской «Славы».

## Достижения
- Серебряный призёр чемпионата России: 1995
- Бронзовый призёр чемпионата России: 1994
- Обладатель Кубка России: 1994
- Заслуженный тренер России
- Заслуженный тренер Узбекистана